# La volta al món en 80 dies (pel·lícula)
|  | Aquest article tracta sobre la pel·lícula de 2004. Vegeu-ne altres significats a «La volta al món en vuitanta dies (desambiguació)». |

La volta al món en 80 dies (títol original en anglès Around the World in 80 Days) és una pel·lícula d'aventures de 2004 basada en la novel·la homònima de Jules Verne. La coproducció és dirigida per Frank Coraci i interpretada per Jackie Chan (Passepartout) i Steve Coogan (Phileas Fogg) en els papers principals. Va rebre dues nominacions als Premis Razzie: al pitjor remake i al pitjor actor secundari (Arnold Schwarzenegger). S'ha doblat al català.

## Argument
Phileas Fogg, un excèntric inventor londinenc, acaba de descobrir els secrets del vol aeri, l'electricitat, i fins i tot patins en línia, però la societat victoriana el pren per dement. Desesperat per ser pres seriosament, Fogg desafia a Lord Kelvin, cap visible de la Reial Acadèmia de les Ciències, mitjançant una increïble aposta: afirma que serà capaç de circumnavegar el globus terraqüi en menys de 80 dies. Acompanyat del seu ajudant de cambra Passepartout i Monique, l'artista francesa a la recerca d'aventures, Fogg s'embarca en una trepidant i frenètica carrera/cursa al voltant del món que els portarà per terra, mar i aire fins als llocs més exòtics del planeta.

## Repartiment
- Jackie Chan: Passepartout / Lau Xing
- Steve Coogan: Phileas Fogg
- Robert Fyfe: Jean Michel
- Jim Broadbent: Lord Kelvin
- Ian McNeice: Coronel Kitchener
- David Ryall: Lord Salisbury
- Roger Hammond: Lord Rhodes
- Adam Godley: Mr. Sutton
- Karen Mok: General Fang

Alguns cameos inclouen: Ewen Bremner, Cécile de France, Macy Gray, Arnold Schwarzenegger, Maggie Q, Rob Schneider, el mateix Frank Coraci, Luke Wilson, Owen Wilson, John Cleese, i Kathy Bates.

## Crítica
- "Un simple entreteniment, això és el que la seva publicitat promet, i això és el que la pel·lícula dona"[5]
- "La novel·la de Jules Verne ha estat reduïda a un estandarditzat vehicle per a Jackie Chan"[6]
- "Es podia haver titulat 'La volta al món en 80 badalls'[7]
- "Tant Chan com la pel·lícula s'haurien d'haver quedat a casa."[8]